# Уяздовский замок
Уяздовский замок (пол. Zamek Ujazdowski) — варшавская резиденция польского короля Августа II, которая занимает участок между Уяздовским и Лазенковским парками. Её история восходит к XVI веку, однако нынешнее здание было в основном сооружено в конце XVII века по проекту Тильмана Гамерского.
Станислав Понятовский надстроил дворец ещё одним этажом, но после раздела Польши он был перестроен под казармы и военный госпиталь. Во время фашистской оккупации дворец был сожжён, а его стены в 1954 году решено было снести,  несмотря на протесты архитекторов и историков искусства, чтобы по приказу главнокомандующего польской армией Маршала Польши Константина Рокоссовского построить здание театра Войска Польского.
В 1975 году, однако, замок был вновь отстроен в том виде, который он должен был иметь во времена Августа II. Автор проекта реконструкции и восстановления - архитектор Пётр Беганьский.
В настоящее время в нём размещён центр современного искусства.